# O chestiune de onoare (film din 1966)
O chestiune de onoare (titlul original: în italiană Una questione d'onore) este un film de comedie-dramatic italian, 
realizat în 1966 de regizorul Luigi Zampa, protagoniști fiind actorii Ugo Tognazzi, Nicoletta Machiavelli, Bernard Blier și Franco Fabrizi.

## Rezumat
Efisio Mulas este un cioban din Sardinia care, înainte de a își desăvârși căsătoria în noaptea nunții, este forțat să părăsească insula împreună cu tânăra sa mireasă. Apoi este obligat să se întoarcă acolo pentru a comite o crimă, dar în ultimul moment el se răzgândește și alege să petreacă noaptea în pat cu soția sa. Între timp, însă, cineva comite crima și Efisio, neputând dovedi că el și-a lăsat soția însărcinată, devine ținta unei gloate dezaprobatoare și trebuie să-și împuște propria soție pentru a-și apăra onoarea familiei.

## Distribuție
- Ugo Tognazzi – Efisio Mulas
- Nicoletta Machiavelli – Domenicangela Piras
- Bernard Blier – don Leandro Sanna
- Franco Fabrizi – Egidio Porcu
- Lucien Raimbourg – Liberato Piras
- Tecla Scarano – la madre di Efisio
- Leopoldo Trieste – l'avvocato Mazzullo
- Sandro Merli – il maresciallo Vaccaro
- Franco Bucceri – un carabiniere
- Franco Gulà – Agostino Sanna
- Armando Malpede – il brigadiere Capuano
- Giuseppe Grasso – Antonio Piras
- Arturo Maghizzano – Alvaro Porcu
- Paolo Vacca – Enrico Sanna
- Roberto De Simone – un bandito
- Lino Coletta – il seminarista